# Два стволи (фільм, 2005)
«Два стволи» — кінофільм режисера Роберта Гомеса Мартіна, що вийшов на екрани в 2005 році.

## Зміст
Брати Дейв і Ларрі були добре відомі в кримінальному світі. І якщо старший з них, Дейв, шанував кримінальну етику та був покровителем для свого брата, то Ларрі, за своєю суттю, не знав меж, але хитро маскував свою особливість. Заради вигоди він готовий був підставити навіть власного брата. Та життя завжди все ставить на свої місця. «Народжений повзати – літати не може!»

## Ролі
| Актор           | Роль |
| --------------- | ---- |
| Террі Стоун     | -    |
| Джон Олтмен     | -    |
| Ніколас Бейтман | -    |
| Енді Беквіт     | -    |
| Гаррі Бушнелл   | -    |
| Дж.С. Мак       | -    |
| Піт Конуей      | -    |
| Дейв Кортні     | -    |
| Sally Farmiloe  | -    |
| Йен Фріман      | -    |

## Знімальна група
- Режисер — Роберто Гомес Мартін
- Продюсер — Малкольм Мартін, Біллі Кларк, Остін Вернон
- Композитор — Райан С. Джонс, Tricky